# Alajja anomala
Alajja anomala là một loài thực vật có hoa trong họ Hoa môi. Loài này được (Juz.) Ikonn. mô tả khoa học đầu tiên năm 1971.